# Helioctamenus occidentalis
Helioctamenus occidentalis là một loài bọ cánh cứng trong họ Zopheridae. Loài này được Oromi miêu tả khoa học năm 1984.